# Johannes Kunze (Politiker)
Johann(es) Kunze (* 6. Juni 1892 in Barmen; † 11. Oktober 1959 in Bonn) war ein deutscher Politiker der CDU.

## Leben und Beruf
Nach dem Besuch des Gymnasiums und einem kaufmännischen Volontariat besuchte Kunze, der evangelischen Glaubens war, die Handelshochschule Köln, die er als Diplom-Kaufmann abschloss. Erste berufliche Erfahrung sammelte er bei der Demag in Duisburg. Im Ersten Weltkrieg war er Soldat. Anschließend studierte er in Tübingen und Köln Handelslehramt und war dann an der Höheren Handelsschule in Essen als Diplom-Handelslehrer tätig. Außerdem war er Dozent an der Verwaltungsschule im Landkreis Essen. 1925 wurde er Verwaltungsleiter der  Sarepta-Anstalten (zugehörig zu Von Bodelschwinghsche Stiftungen Bethel) und Schatzmeister der Inneren Mission.

## Abgeordneter

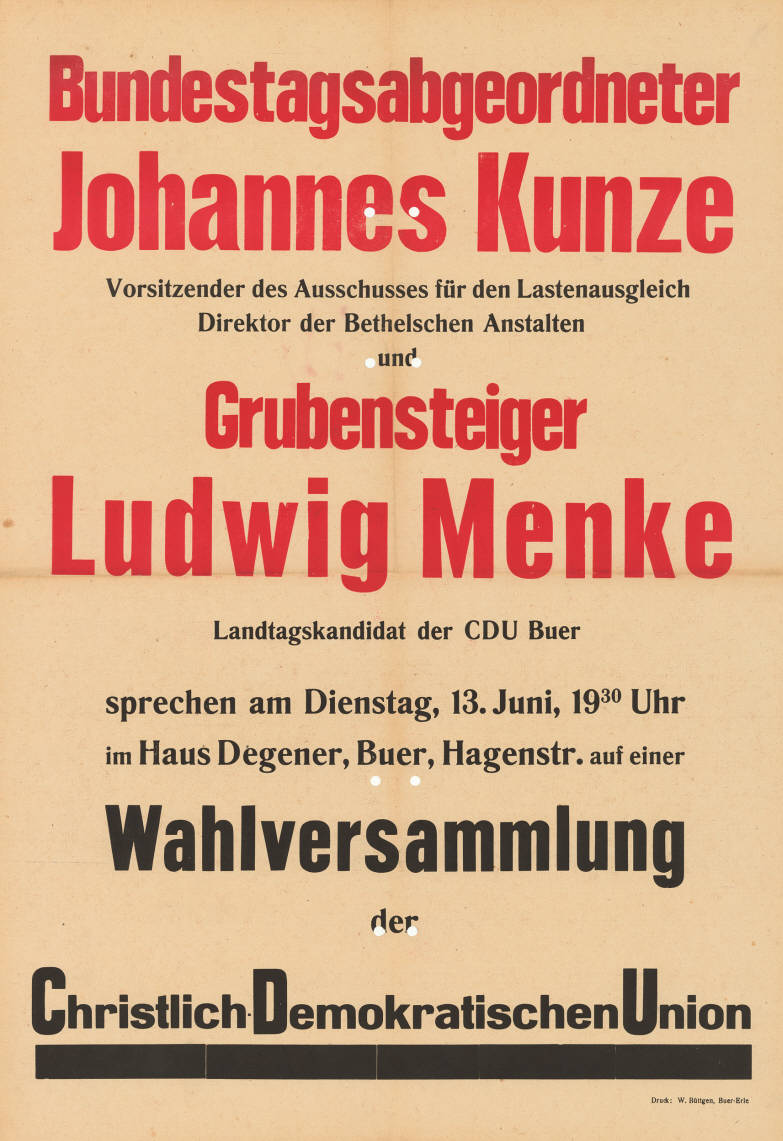
Wahlplakat zur Landtagswahl in Nordrhein-Westfalen 1950, auch Ludwig Menke sprach

Nach dem Zweiten Weltkrieg war Kunze Kreistagsabgeordneter im Kreis Bielefeld und führte die dortige CDU-Fraktion.
Im Jahre 1946 war er Mitglied des Provinzialrates für Westfalen und 1946 und 1947 Mitglied des ernannten Landtages von Nordrhein-Westfalen. Kunze gehörte dem Deutschen Bundestag von dessen erster Wahl 1949 bis zu seinem Tode an. 1949 zog er über die Landesliste der CDU Nordrhein-Westfalen ins Parlament ein, 1953 sowie 1957 gewann er das Direktmandat im Wahlkreis Iserlohn-Stadt und -Land.
Von 1949 bis zu seinem Tode war er Vorsitzender des Bundestagsausschusses für den Lastenausgleich. Von 1953 bis 1957 war er stv. Vorsitzender der CDU-Fraktion.

## Ehrungen
- 1955: Großes Verdienstkreuz mit Stern der Bundesrepublik Deutschland